# 你一直有着素描本
《你一直有著素描本》（日语：スケッチブックを持ったまま）是日本女性聲優牧野由依的第5張單曲。2007年10月24日由Flying DOG（JVC Entertainment）發行。

## 解說
《你一直有著素描本》是聲優牧野由依她參演2007年10月至12月在東京電視台播出的電視動畫《Sketch book ～素描簿～》採用的片尾主題曲。
这首歌曲也是自從牧野她的上一張單曲《在令人煩躁的世界上方》以來，相隔滿一年發行的最新單曲和4個月內連續推出的單曲第一彈。至於B面歌曲「遠行」也在同名電視動畫作為第4、9話的劇中插入歌曲使用。兩面歌曲後來都收錄在她的第2張專輯，2008年3月26日發行。

## 收錄歌曲
1. 你一直有著素描本 [3:43]
  - 作詞、作曲：大江千里，編曲：清水信之（日语：清水信之）
  - 東京電視台電視動畫《Sketch book ～素描簿～》片尾主題曲
  - 曾在同名電視動畫衍生廣播節目有一段插曲就是將其中一句歌詞誤解釋成「把青蛙蹴飛（カエルを蹴る）」。
2. 遠行 [5:00]
  - 作詞：岡崎葉，作曲、編曲：鈴木智文
  - 東京電視台電視動畫《Sketch book ～素描簿～》第4、9話的劇中插入歌
3. 6首鋼琴小品 Op.118 間奏曲 A大調 [2:21]
  - 作曲：Johannes Brahms，鋼琴演奏：牧野由依
  - 東京電視台電視動畫《Sketch book ～素描簿～》PV主題曲
4. 你一直有著素描本（Instrumental）
5. 遠行（Instrumental）

## 收錄專輯
| 曲名    | 收錄專輯 | 發行日期      | 備註                                                           |
| ------- | -------- | ------------- | -------------------------------------------------------------- |
| Spirale | 《》     | 2008年3月26日 | 牧野由依的個人第2張原創專輯 以本名轉化成片假名作名稱發行的專輯 |